# Bill McCadney
William McCadney, detto Bill (Brooklyn, 5 febbraio 1935 – Arecibo, 2 aprile 2009), è stato un cestista portoricano.

## Carriera
Con Porto Rico ha disputato due edizioni dei Giochi olimpici (Tokyo 1964, Città del Messico 1968) e due dei Campionati mondiali (1963, 1967).